# Régiment d'assaut « Louhansk »
Le Régiment « Louhansk », de son nom complet le Régiment d'assaut « Louhansk-1 » nommé d'après le héros de l'Ukraine Serhii Gubanov, en ukrainien : Штурмовий полк Луганськ імені Героя України Сергія Губанова, anciennement connu en tant que  Bataillon « Louhansk-1 » (en ukrainien : Батальйон « Луганськ»), est une unité de patrouille de la police spéciale formée de volontaires ukrainiens. Il est placé sous le commandement du ministère de l'intérieur d'Ukraine et est intégré à la Brigade d'assaut de la police nationale.

## Historique

### Création
En avril 2014, le chef du Ministère de l'Intérieur, Arsen Avakov, donne l'ordre de former des bataillons de volontaires à partir de citoyens fidèles à l'Ukraine, en particulier dans l'est de l'Ukraine,. Le 8 mai 2014, le ministère crée officiellement  le bataillon « Louhansk-1 » à partir de soldats volontaires pour combattre dans la guerre qui fait rage dans le Donbass.
Lors de la création du bataillon, environ 80 % des membres étaient des résidents de l'Oblast de Louhansk. Le 10 août, 200 volontaires supplémentaires sont  ajoutés au bataillon.
Selon le commandant Artem Vitko, le bataillon ne disposait que d'armes légères au cours des premiers mois et d'un équipement de base, composé de pistolets, de mitraillettes et de mitrailleuses légères. En septembre, l'équipement du bataillon a été amélioré, avec l'ajout d'armes telles que le RPG-7, l'AGS-17 et même des véhicules blindés BRDM-2.

### Guerre du Donbass
Le 1er août 2014, le bataillon engage une bataille contre des militants pro-russes à Sievierodonetsk, tuant 15 d'entre eux. Plus tard, le 27 août, « Louhansk-1 » fait partie d'une opération militaire visant à nettoyer des zone de Slovianoserbsk, tuant au total environ 40 soldats ennemis.
Le 4 septembre, des militants ont fait don d’un véhicule blindé au bataillon pour soutenir leurs opérations. Le 8 septembre, le bataillon capture des positions ennemies près de la ville de Pervomaïsk.
Le 20 mai 2020, le colonel Serhii Gubanov, commandant du bataillon, est blessé par des éclats d'obus lors d'un bombardement ennemi. Il est décédé alors qu'il était en route vers un hôpital, près du village de Trokhizbenka. En septembre 2020, le personnel du bataillon est rappelé au front en raison des tirs des bombardements ennemis dans l'oblast de Louhansk.

### Invasion russe de l'Ukraine

#### Bataille de Sievierodonetsk (février - juin 2022)
Le 24 février 2022, au moment de l'invasion russe de l'Ukraine, le bataillon est stationné près de la ville de Chtchastia aux côtés de la 79e brigade d'assaut aérien sur la ligne de front établi en 2015. Ils sont parmi les premiers attaqués et après avoir repoussé un premier assaut, le bataillon, comme la 79e et la 57e brigade motorisée bat en retraite et décroche à Sievierodonetsk en raison d'une percée à la frontière russe qui menace le dispositif d'encerclement par l'est et le nord. Il se repositionne d'abord en protection de Roubijné, toujours aux côtés de la 79e et de la 4e brigade de réaction rapide. Le bataillon participe ainsi pendant plusieurs mois à la bataille de Sievierodonetsk jusqu'à sa prise, fin juin 2022.

#### Contre-offensive de Kharkiv et ligne Svatove-Kreminna (septembre-décembre 2022)
Le 6 septembre, le bataillon est engagé dans la contre-offensive de Kharkiv. Alors que la principale force de frappe perce les lignes en direction de Volokhiv Yar et poursuit dans la profondeur, le bataillon participe à la localité de Verbivka au nord de Balaklia, couvrant le flanc des forces parachutistes. Le bataillon participe ensuite aux opérations de libération et de nettoyage autour des zones d'Izioum et de Koupiansk. Début octobre, il poursuit son avancée dans l'oblast de Louhansk au-delà de la rivière Oskil, libérant le village de Stelmakhivka puis de Novoseliske aux côtés du Régiment Kraken.

#### Secteur Bakhmout-Tchassi Yar (juin 2023-juin 2024)
En février 2023, le bataillon Luhansk-1 est intégré à la brigade d'assaut de la police nationale « Lyut » et reçoit un équipement lourd,. A partir de l'été, l'unité avec du Régiment d'assaut « Tsunami » participe aux opérations de contre-attaque sur le flanc sud de Bakhmout. Alors que le régiment Tsunami pousse du côté de Klichtchiïvka aux côtés de la 80e brigade d'assaut aérien et de la 5e brigade d'assaut, que la 3e brigade d'assaut attaque Andriïvka, le régiment Louhansk fixe les Russes en face de Kurdyumivka. En octobre, le bataillon est agrandi en régiment. Après l'échec de la contre-offensive, le régiment passe en défensif alors que les forces russes sont à l'initiative pour capturer Tchassiv Iar.

#### Bataille de Toretsk (depuis juin 2024)
Le régiment avec l'ensemble de la brigade est ensuite déployé dans la ville de Toretsk en proie à une importante offensive russe en cours.

## Structure

### Ordre de bataille en 2024
- État-major du régiment ;
  -  1er bataillon d'assaut ;
  -  2e bataillon d'assaut ;
  -  Unité d'artillerie ;

### Équipements
Véhicules de reconnaissance BRDM-2, lance-grenades, mitrailleuses, mortiers, pièces d'artillerie inconnu, MANPADS...

### Chefs de corps
- (08.05.2014—06.10.2014) Capitaine Artem Leonidovich Vitko , indicatif d'appel "Andriy Levko"
- (07.10.2014—06.11.2015) Konstantin Sklifus
- (07.11.2015—20.05.2020) Sergey Leonidovich Gubanov , indicatif d'appel "Gray"
- Depuis 2020 : Alexandre Tverdokhlib

## Insignes

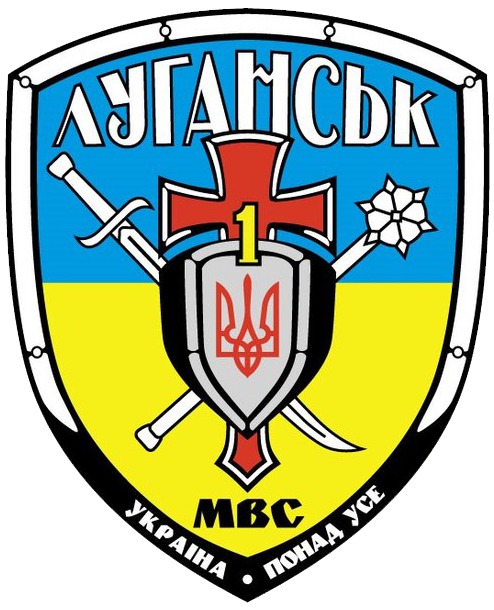
Ancien insgine du bataillon Louhansk (2014-2023)